# Hällaryd
Hällaryd er en by (tätort) i Karlshamns kommun i Blekinge län i Sverige med 575 (2023) indbyggere. I 2010 havde byen 546 indbyggere. Byen ligger mellem Karlshamn og Ronneby.